# Amsterdamsche Football Club Ajax 1966-1967
Questa voce raccoglie le informazioni riguardanti l'Amsterdamsche Football Club Ajax nelle competizioni ufficiali della stagione 1966-1967.

## Stagione
In questa stagione l'Ajax partecipa alla Coppa dei Campioni: eliminato il Beşiktaş con una doppia vittoria nel primo turno, gli olandesi giocano nel turno successivo una delle loro partite più celebri: quella di andata contro il favorito Liverpool, che viene però sconfitto per 5-1 nella nebbia di Amsterdam. Passato il turno con il pareggio per 2-2 nel ritorno, il cammino si arresta però nel turno successivo, dopo aver incontrato il Dukla Praha: dopo un 1-1 tra le mura amiche i Lancieri tornano a casa con una sconfitta. La stagione si chiude però in modo trionfale con il double: vittoria del secondo campionato consecutivo con cinque punti di vantaggio sui rivali del Feyenoord e conquista della KNVB beker, dopo aver battuto in finale il NAC Breda ai tempi supplementari. Grande protagonista è Johan Cruijff, che diventa capocannoniere in Eredivisie grazie ai trentatré gol segnati.

## Organigramma societario
Area direttiva
- Presidente:  Jaap van Praag

Area tecnica
- Allenatore:  Rinus Michels

## Rosa
Fonte
| N. |                        | Ruolo | Calciatore          |
| -- | ---------------------- | ----- | ------------------- |
|    | Paesi Bassi (bandiera) | P     | Gert Bals           |
|    | Paesi Bassi (bandiera) | D     | Theo van Duivenbode |
|    | Paesi Bassi (bandiera) | D     | Barry Hulshoff      |
|    | Paesi Bassi (bandiera) | D     | Ton Pronk           |
|    | Paesi Bassi (bandiera) | D     | Frits Soetekouw     |
|    | Paesi Bassi (bandiera) | D     | Wim Suurbier        |
|    | Jugoslavia (bandiera)  | D     | Velibor Vasović     |

| N. |                        | Ruolo | Calciatore    |
| -- | ---------------------- | ----- | ------------- |
|    | Paesi Bassi (bandiera) | C     | Bennie Muller |
|    | Paesi Bassi (bandiera) | A     | Johan Cruijff |
|    | Paesi Bassi (bandiera) | A     | Henk Groot    |
|    | Paesi Bassi (bandiera) | A     | Piet Keizer   |
|    | Paesi Bassi (bandiera) | A     | Klaas Nuninga |
|    | Paesi Bassi (bandiera) | A     | Co Prins      |
|    | Paesi Bassi (bandiera) | A     | Sjaak Swart   |

## Statistiche

### Statistiche di squadra
| Competizione       | Punti | Totale | Totale | Totale | Totale | Totale | Totale |
| Competizione       | Punti | G      | V      | N      | P      | Gf     | Gs     |
| ------------------ | ----- | ------ | ------ | ------ | ------ | ------ | ------ |
| Eredivisie         | 56    | 34     | 26     | 4      | 4      | 122    | 34     |
| KNVB beker         | -     | 5      | 3      | 2      | 0      | 15     | 4      |
| Coppa dei Campioni | -     | 6      | 3      | 2      | 1      | 13     | 7      |
| Totale             |       | 45     | 32     | 8      | 5      | 150    | 45     |

### Statistiche individuali
- Capocannoniere della Eredivisie
  - Johan Cruijff (33 gol)